# Bataille de Guémené-sur-Scorff
Chouannerie
Batailles
La bataille de Guémené-sur-Scorff  se déroule le 28 janvier 1795, lors de la Chouannerie. Elle s'achève par la victoire des chouans qui s'emparent de la petite ville de Guémené-sur-Scorff.

## Déroulement
Le 9 pluviôse an III (28 janvier 1795),,,, peu avant l'aube, la petite ville de Guémené-sur-Scorff est attaquée par 600 à 1 500, chouans, dont 150 déserteurs, menés par Jean Jan, Pierre Mercier, dit La Vendée et Pierre du Chélas,,. La ville n'est alors défendue que par 150,, à 300, gardes nationaux et grenadiers, du 2e bataillon de la 17e demi-brigade. 
À 4 heures du matin, les chouans pénètrent à l'intérieur de la ville. Les défenseurs opposent « une assez vigoureuse résistance » selon les mémoires du chef chouan Alexis Le Louer, mais la ville tombe aux mains des chouans vers 11 heures du matin. Les républicains se dispersent dans les campagnes ou s'enfuient sur Pontivy,,. Certains se réfugient derrière les murs du château féodal, où ils sont assiégés pendant tout le reste de la journée,. À la nuit tombante, le château est finalement pris par les chouans après un combat meurtrier.
À six heures, après avoir coupé l'arbre de la liberté,,, les chouans se retirent de la ville en emportant deux, à six canons, ainsi que les munitions de la garnison,.

## Pertes

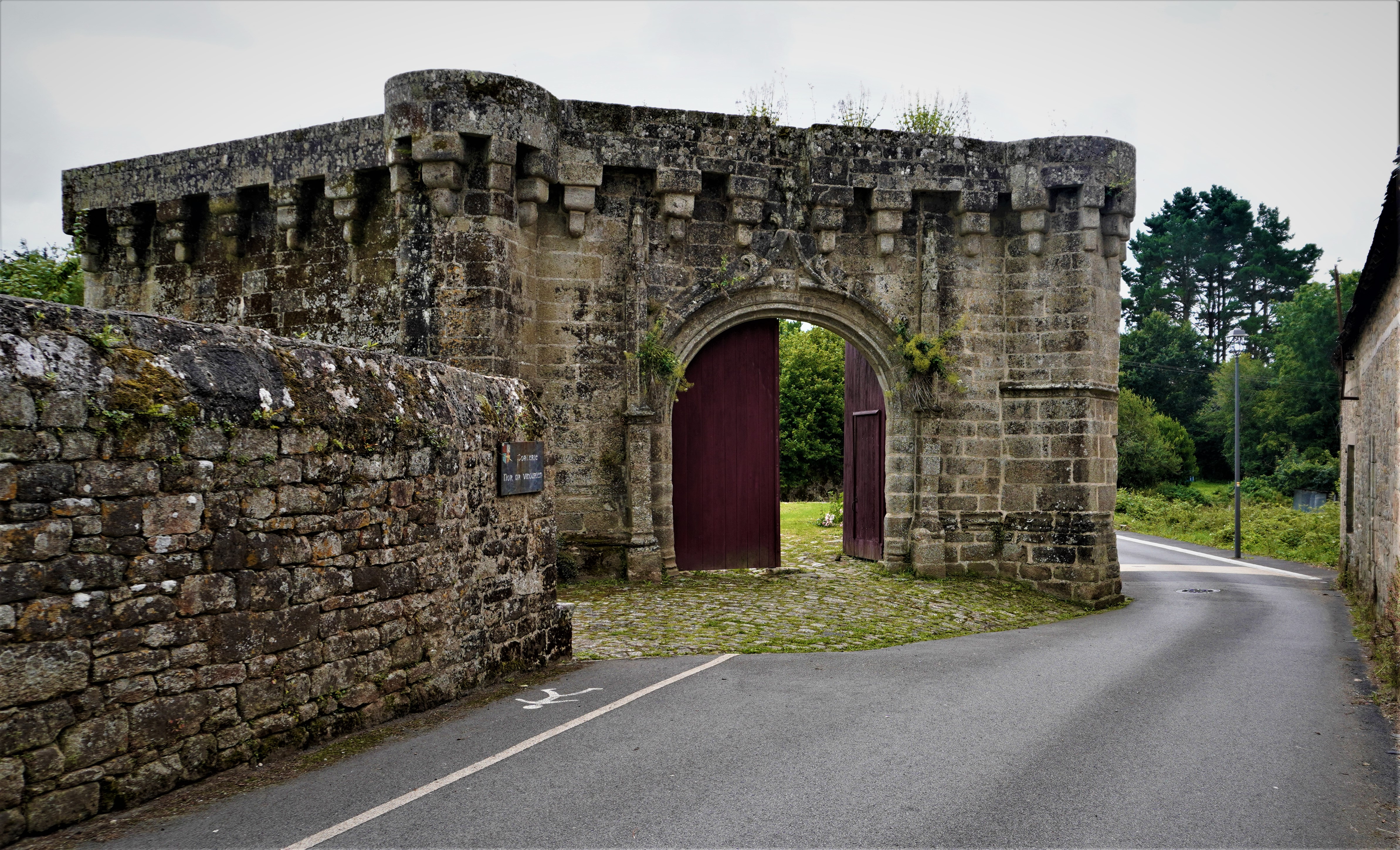
Vue en 2023 de la porte des Rohan du château de Guémené-sur-Scorff.

Selon un rapport anonyme rédigé par un officier « chargé de pénétrer, s'il était possible, jusqu'à Guémené », les pertes républicaines sont de trois hommes tués et sept à huit blessés, contre 30 morts et environ 50 blessés du côté des chouans,.
Selon un courrier de Robineau, commandant de la garnison de Saint-Brieuc, adressé le 30 janvier au Comité de salut public, un « grand nombre » de républicains a péri lors du combat. Le 15 février, le chef d'état-major de Rennes, Magallon, écrit brièvement au Comité de salut public : « Le cantonnement de Guéméné a été surpris le 29 janvier, huit grenadiers ont été tués ».
Les chouans emportent également 30 prisonniers qui sont relâchés après avoir crié « Vive le roi ! ».
Selon les mémoires du chef chouan Alexis Le Louer, au cours du combat Jean Jan reçoit deux blessures au pied et à la jambe et Mercier manque de peu d'être tué,.